# ゼリマン・パッソフ
ゼリマン・イサエヴィチ・パッソフ（ロシア語: Зельман Исаевич Пассов, 1905年4月29日 - 1940年2月15日）は、ソビエト連邦の職業的諜報員、チェキスト。国家保安上級少佐。名前はザルマン（ロシア語: Залман）と表記されることもある。

## 経歴
スターラヤ・ルッサ市の番頭の家庭に生まれる。初等学校の3年を卒業。1919年6月、赤軍に入隊したが、11月に未成年者として解雇された。スターラヤ・ルッサの二等学校で学んだが、卒業しなかった。その後、軍事警備司令部、県食料委員局、スターラヤ・ルッサ民警局等で働く。
1922年5月からGPUスタロルッサ郡全権代表事務局職員、1923年2月から文書係兼エージェント職員、1925年2月から第56狙撃師団特別課全権代表補佐、全権代表。その後、OGPUノヴォゴロド課職員、OGPUプスコフ県課全権代表、第16狙撃師団特別課全権代表を歴任。1927年から党員。
1928年、OGPUの高等国境学校の教育に送られ、卒業後、レニングラード軍管区の師団の特別課全権代表となった。1929年10月から中央機構に移り、OGPU特別課特殊局全権代表、作戦係、特別委任職員、特別課の班長補佐、副班長を歴任した。
1934年～1937年、内務人民委員部（NKVD）国家保安総局特別課第7班副班長、第11班長、第3班長。1937年8月からは、NKVD国家保安総局第3課課長補佐、副課長。1938年3月、NKVD第1局第5課（旧外国課）長、9月からNKVD国家保安総局第5課長。
1938年10月23日、NKVD内の反ソ陰謀組織への参加の嫌疑で逮捕。1940年2月14日、最高裁判所軍事部会により死刑を言い渡され、翌日銃殺。
1957年、軍事検察総庁の決定により、違法取調と刑事事件のでっち上げで有罪と認められ、名誉回復は却下された。

## パーソナル
レーニン勲章、「チェーカー・GPU名誉職員」記章、名前入り武器を授与された。